# Lilium szovitsianum
Lilium szovitsianum är en liljeväxtart som beskrevs av Fisch. och Avé-lall. Lilium szovitsianum ingår i släktet liljor, och familjen liljeväxter. Inga underarter finns listade.